# 서울용마초등학교
서울용마초등학교는 대한민국 서울특별시 광진구에 있는 공립 초등학교이다.

## 학교 연혁
- 1972년 11월 23일 서울용마초등학교 개교
- 1995년 2월 9일 급식실 개관
- 2013년 9월 23일 다목적실 환경개선공사
- 2013년 12월 10일 다목적실 음향, 방송시설 개선
- 2014년 2월 26일 초등돌봄교실(겸용) 설치
- 2015년 9월 1일 제14대 이상봉 교장 취임

## 참고 자료
- 서울용마초등학교 - 한국교육학술정보원 학교알리미